# Championnat des Pays-Bas de football de deuxième division
Le championnat des Pays-Bas de deuxième division, appelée en néerlandais Eerste Divisie (« première division ») ou pour des raisons de sponsoring : Keuken Kampioen Divisie, est la deuxième division de football aux Pays-Bas. Il s'agit du deuxième et dernier niveau dans la hiérarchie du football professionnel aux Pays-Bas.

## Histoire
La Eerste Divisie est fondée en 1956 en même temps que l'Eredivisie, deux ans après l'introduction en 1954 du football professionnel aux Pays-Bas. À l'origine, ce championnat est divisé en deux groupes de seize équipes chacun. En 1960, ce nombre passe à dix-huit, mais en 1962, la Eerste Divisie est réduite à une seule poule de seize équipes. À partir de 1966, le nombre d'équipes varie entre dix-huit et vingt, au gré des faillites de clubs ou d'acquisitions de licences professionnelles par des clubs amateurs. Depuis 2010, il est fixé à dix-huit.
En 1990, la KNVB décide de trouver des sponsors afin de les lier à ses divisions professionnelles. Ainsi, la D2 néerlandaise est appelée pendant une décennie Toto Divisie (Toto étant le nom d'une société de paris sportifs). Ensuite, elle est connue sous le nom de Gouden Gids Divisie entre 2001 et 2006 durant le partenariat de cinq ans avec les Pages jaunes néerlandaises. En juillet 2006, elle devient la Jupiler League, le sponsor actuel étant la marque de bière Jupiler. Depuis la saison 2018-2019, le nouveau nom est Keuken Kampioen Divisie du nom du sponsor actif dans la vente et l'installation de cuisines et de salles de bain.

## Promotions et relégations dans le championnat
À la fin de chaque saison, le champion et son dauphin sont automatiquement promus en Eredivisie. Il y a ensuite un barrage de promotion, impliquant les clubs classés de la 3e à la 8e place, ainsi que le 16e d’Eredivisie.
Le barrage s’organise ainsi en matchs aller et retour :
- Match A : 3e contre 8e
- Match B : 4e contre 7e
- Match C : 5e contre 6e

Lors des demi-finales : 
- Le 16e d’Eredivisie rencontre le vainqueur du match C
- Le vainqueur du match B rencontre le vainqueur du match A

Les deux vainqueurs s’affrontent en finale, ce qui donne lieu à une promotion et une relégation, ou un maintien du 16e d’Eredivisie.

## Clubs présents en Keuken Kampioen Divisie en 2024-2025
| - ADO Den Haag - De Graafschap - Excelsior Rotterdam - FC Den Bosch - FC Dordrecht - FC Eindhoven - FC Emmen - FC Volendam - Helmond Sport - Jong Ajax - Jong AZ Alkmaar - Jong FC Utrecht - Jong PSV - MVV Maastricht - Roda JC - SC Cambuur - SC Telstar - TOP Oss - Vitesse Arnhem - VVV Venlo |